# Clepsis rogana
Clepsis rogana es una especie de polilla del género Clepsis, categorizada en la tribu Archipini, de la subfamilia Tortricinae.

## Distribución
Se distribuye por Europa.

## Taxonomía
Fue descrita por Guenee en 1845 y publicada en (Tortrix), Annls Soc. ent. Fr. (2) 3: 140.